# Camden Town (metropolitana di Londra)
Camden Town è una stazione della metropolitana di Londra, sita sulla linea Northern.

## Storia

### Charing Cross, Euston and Hampstead Railway
La costruzione della stazione fu inizialmente proposta comme parte del tracciato originale della Charing Cross, Euston and Hampstead Railway (CCE&HR), ora parte della linea Northern. Proposte per questa linea esistevano fin dal 1893, ma la costruzione iniziò solo quando il finanziere americano Charles Yerkes investì capitali sul progetto nel 1900. I lavori iniziarono nel luglio 1902, e la stazione fu aperta il 22 giugno 1907  da David Lloyd George, all'epoca presidente del Board of Trade. La linea si divideva qui in due tracciati, uno per Hampstead e uno per Highgate. La linea per Hampstead (ora nota come il ramo di Edgware) passa sotto Chalk Farm Road; la linea per Highgate (ora nota come il ramo di High Barnet) sotto Kentish Town Road. Poiché queste strade erano strette, e per via della necessità di far passare la linea esattamente sotto la strada per evitare di pagare indennizzi ai proprietari degli edifici durante la costruzione, su entrambe le diramazioni la banchina in direzione nord si trova direttamente sopra quella in direzione sud. Le due strade si incrociano con un angolo di 35 gradi, imponendo per la pianta della stazione un'insolita forma a V. L'edificio di superficie fu progettato dall'architetto Leslie Green.
Alla sommità della V si trovava una giunzione che permetteva ai treni in direzione nord di imboccare ciascuna delle due diramazioni, e viceversa ai treni in direzione sud di congiungersi con il binario singolo diretto a sud sotto Camden High Street. Questo diede origine a quattro tunnel di collegamento. Quando la CCE&HR venne fusa con la City & South London Railway (C&SLR) nel gennaio 1913 in una linea unica, il nocciolo dell'attuale linea Northern, fu progettata un'estensione dal capolinea della C&SLR a Euston che si sarebbe unita alla CCE&HR a sud di Camden Town, permettendo così di operare servizi da entrambi i rami meridionali (quello della City e quello di Charing Cross) verso entrambi i rami settentrionali (Hampstead e Highgate). I servizi del ramo della City furono estesi fino a Camden Town il 20 aprile 1924. Il lavoro richiesto per unire le due linee a Camden Town fu uno dei progetti più ambiziosi della storia della metropolitana di Londra, e fu eseguito senza causare interruzioni sui servizi esistenti. Furono aggiunti altri quattro tunnel, che permettono ai treni di entrambi i rami settentrionali (ora denominati Edgware e High Barnet) di instradarsi da e per il ramo di Charing Cross o della City senza che i loro percorsi entrino in conflitto.
Gli accessi originali alle banchine avvenivano per mezzo di ascensori e scale d'emergenza collocati nel vertice della V, che conducevano a quattro corridoi, uno per ciascuna banchina, con dei corridoi di ritorno verso gli ascensori. Con l'aumento del numero dei passeggeri e la crescente congestione, gli ascensori vennero rimpiazzati da scale mobili che entrarono in funzione il 7 ottobre 1929, con una scala mobile che conduce dall'edificio di superficie a una zona di transito circolare all'estremità nord delle banchine. Questa ha solo due coppie di corridoi paralleli, una per ciascun ramo in direzione nord, con un passaggio laterale su ognuna che conduce alle banchine in direzione sud situate al livello sottostante. Una coppia dei corridoi che originariamente portavano agli ascensori divenne parte del sistema di ventilazione, ma quella restante contribuisce alla disposizione piuttosto confusa della stazione.

### Linea Northern
Dopo la fusione la linea, nota per diversi anni come la linea "Edgware - Morden", fu ufficialmente battezzata "Northern Line" il 28 agosto 1937.
Camden Town fu danneggiata da una bomba il 14 ottobre 1940 durante il Blitz. Una persona rimase uccisa. Poco tempo dopo, Camden Town fu scelta per ospitare uno degli otto rifugi aerei di profondità collocati sotto stazioni della linea Northern, in grado di ospitare complessivamente fino a 640.000 persone.

### Futura espansione e ammodernamento
La stazione è troppo piccola per l'attuale traffico di passeggeri, con sole due scale mobili e troppo pochi passaggi tra le banchine della linea Northern. Nel 2017 si prevedeva un aumento nel numero di passeggeri nei giorni feriali del 40% per il 2021.
La TfL propose dei piani di ristrutturazione nei primi anni 2000, con un progetto da 130 milioni di sterline che avrebbe ridotto la congestione e reso le banchine accessibili, con la costruzione di un edificio da destinare a uso residenziale e di uffici sopra la nuova stazione. Il progetto prevedeva però la demolizione di tutti gli edifici tra Buck Street, Camden High Street e Kentish Town Road, inclusi edifici storici come il Buck Street Market, la sala da concerti Electric Ballroom e l'edificio stesso della stazione progettato da Leslie Green. La TfL sosteneva che il terreno fosse necessario per un ingresso temporaneo alla stazione mentre veniva costruito il nuovo edificio. Le lamentele sollevate riguardo la perdita di questi edifici e quelle sull'incongruità di un progetto di queste dimensioni con il resto del quartiere di Camden Town portarono a un'inchiesta pubblica, che si tenne nel 2004.
Nel 2005 la domanda della TfL fu respinta dall'ufficio del Vice Primo Ministro e il progetto fu in seguito cancellato.
Nel 2013, la TfL annunciò nuovi piani di ristrutturazione, in considerazione del costante aumento del numero dei passeggeri nella stazione e della relativa congestione. Al posto del precedente progetto abbandonato, la TfL propose la costruzione di una nuova stazione sul lato nord di Buck Street, sul sito di una scuola recentemente chiusa, evitando così la demolizione dell'attuale stazione e degli altri edifici minacciati in precedenza. Oltre che su questo nuovo ingresso, lavori di espansione avrebbero interessato tutta la stazione, con nuove scale mobili, nuovi passaggi e accesso per passeggeri con disabilità, che avrebbero triplicato le dimensioni della stazione stessa. Nella consultazione pubblica del 2017, si stimava una durata dei lavori di quattro anni. Nel 2018, in seguito ai ritardi del progetto Crossrail e ai loro effetti negativi sui piani di investimento della TfL, il progetto di ristrutturazione di Camden Town è stato sospeso a tempo indeterminato.

## Incidenti

### Deragliamento del 2003
Il 19 ottobre 2003 l'ultima carrozza di un treno deragliò durante l'ingresso in stazione, mentre passava sopra gli scambi che collegano i vari rami della linea Northern. Sette passeggeri rimasero feriti, sei dei quali in modo lieve. Due carrozze furono gravemente danneggiate. Dopo l'incidente, la circolazione dei treni fu ristretta al transito dal ramo di Edgware a quello di Bank e dal ramo di High Barnet a quello di Charing Cross. L'utilizzo completo dell'incrocio fu ripristinato nel marzo 2004.
In seguito al deragliamento, un rapporto congiunto della metropolitana e della compagnia Tube Lines, responsabile della manutenzione, concluse che la causa principale dell'incidente era stata la pessima geometria dei binari. L'attrito extra causato da striature su un nuovo scambio installato di recente aveva fatto sì che la ruota anteriore dell'ultima carrozza avesse scavalcato il profilo del binario e fosse di conseguenza deragliata. Il binario nel punto dell'incidente si trova in una curva molto stretta in un tunnel ugualmente stretto, il che impedisce la sopraelevazione di un binario rispetto all'altro, soluzione standard per questo tipo di problemi.

## Strutture e impianti
È uno dei principali punti di interconnessione della linea e una delle più trafficate stazioni dell'intera rete della metropolitana di Londra. È particolarmente frequentata dai visitatori del Camden Market nei fine settimana, e, fino al 2019, di domenica era una stazione solamente di uscita, per prevenire il sovraffollamento.
Essendo una delle sole tre stazioni dove è possibile il trasferimento tra il ramo di Bank e quello di Charing Cross, Camden Town ha una disposizione delle banchine piuttosto complessa. Come la stazione di Kennington, ha quattro banchine con la possibilità di interscambio tra i due rami. A differenza di Kennington, dato che nessun treno termina la corsa a Camden Town, non ci sono banchine di testa né raccordi circolari che permettano a un treno di fare inversione. Tutti i treni diretti verso il ramo di Edgware usano la banchina n. 1 e quelli in direzione di High Barnet la banchina n. 3. I treni in direzione sud utilizzano invece rispettivamente la banchina n. 2 per quelli provenienti da Edgware e la n. 4 per quelli provenienti da High Barnet o da Mill Hill East.
La stazione si trova nella Travelcard Zone 2.

## Interscambi
Nelle vicinanze della stazione effettuano fermata alcune linee urbane automobilistiche, gestite da London Buses.
Camden Town dista 450 metri dalla Stazione di Camden Road, servita dalla London Overground. È permesso l'interscambio in superficie tra le due stazioni entro 20 minuti con l'utilizzo della Oyster card.

## Galleria d'immagini

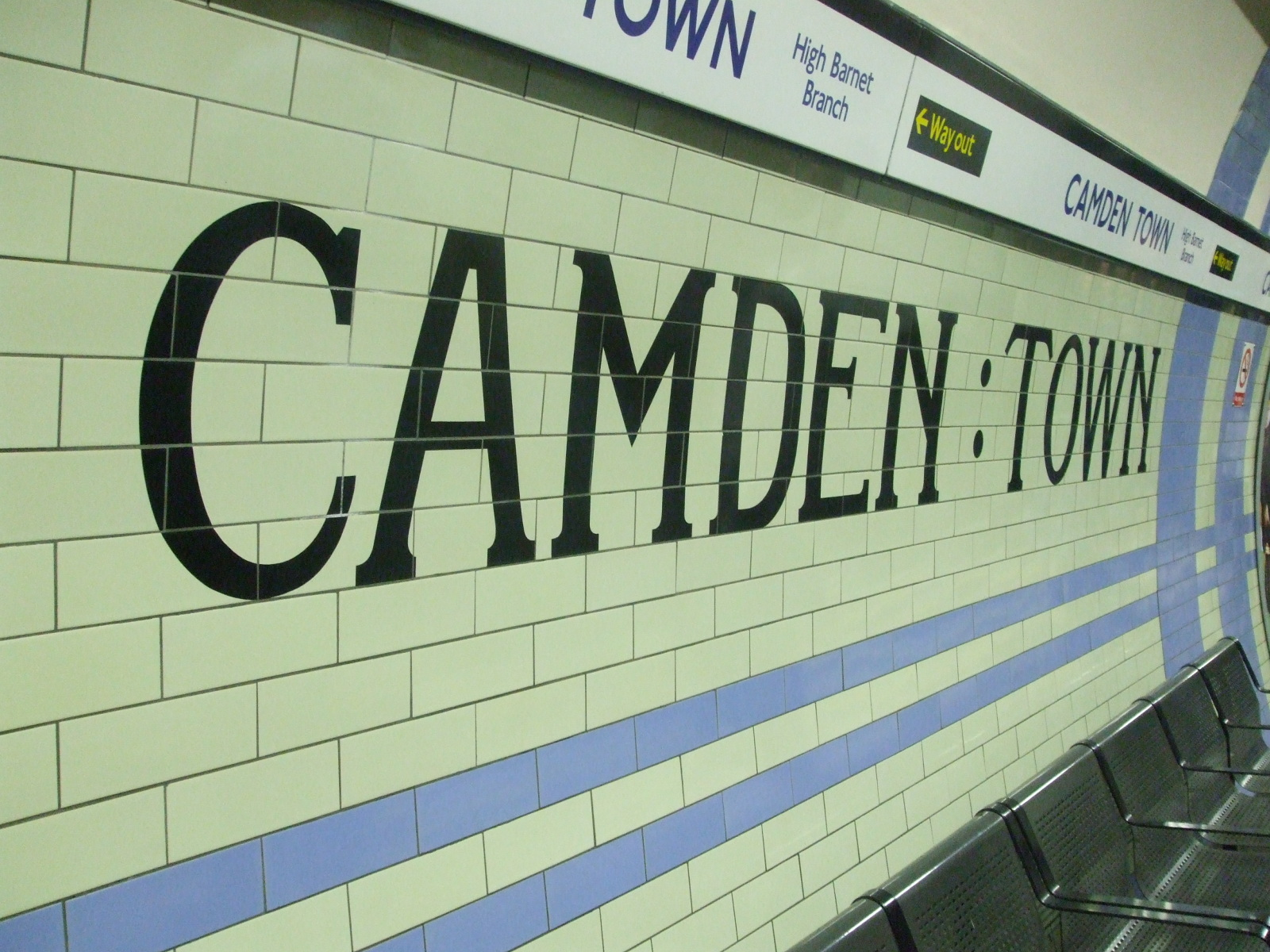
Le caratteristiche piastrelle Art Nouveau sulle banchine della stazione
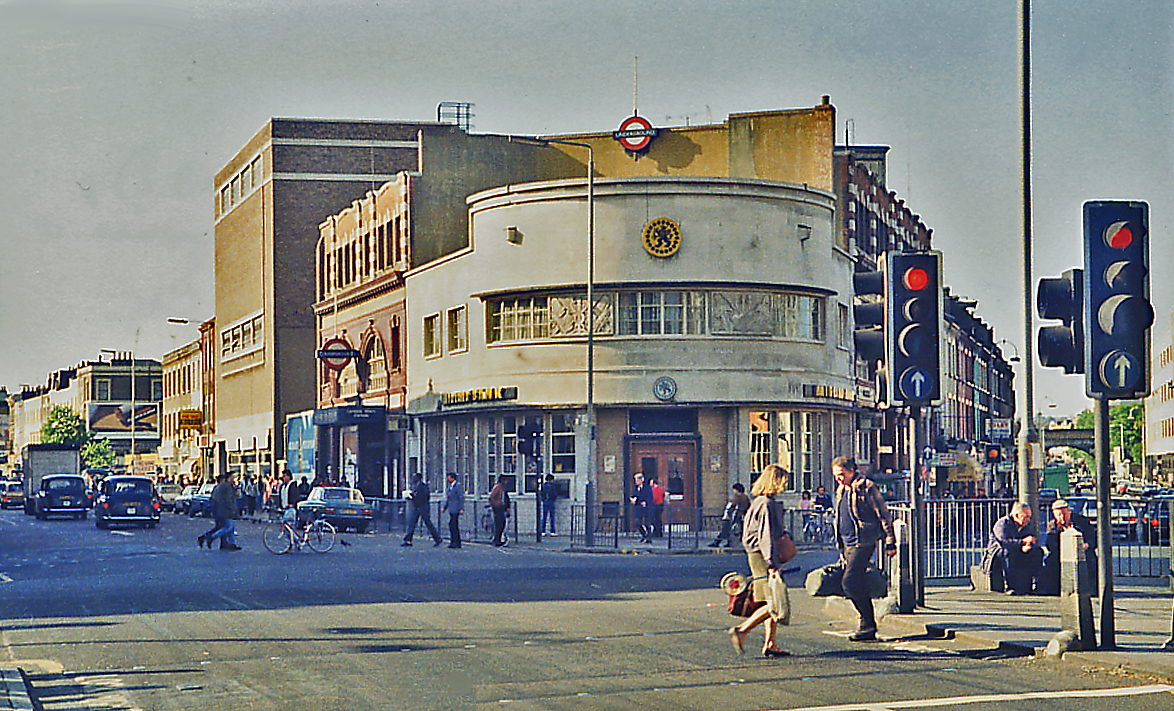
La stazione vista da Camden High Street nel 1984
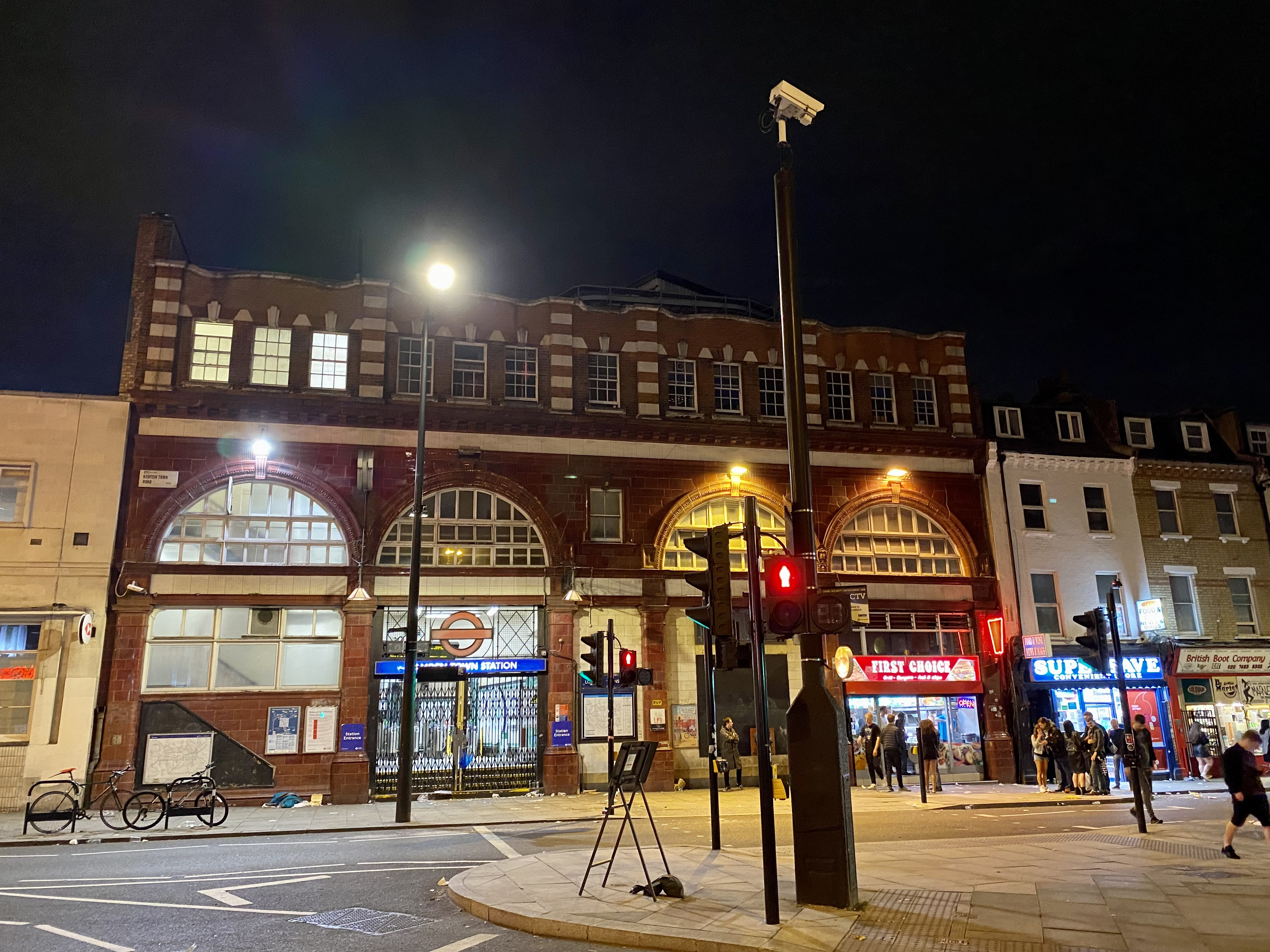
Ingresso su Kentish Town road di notte, 2021
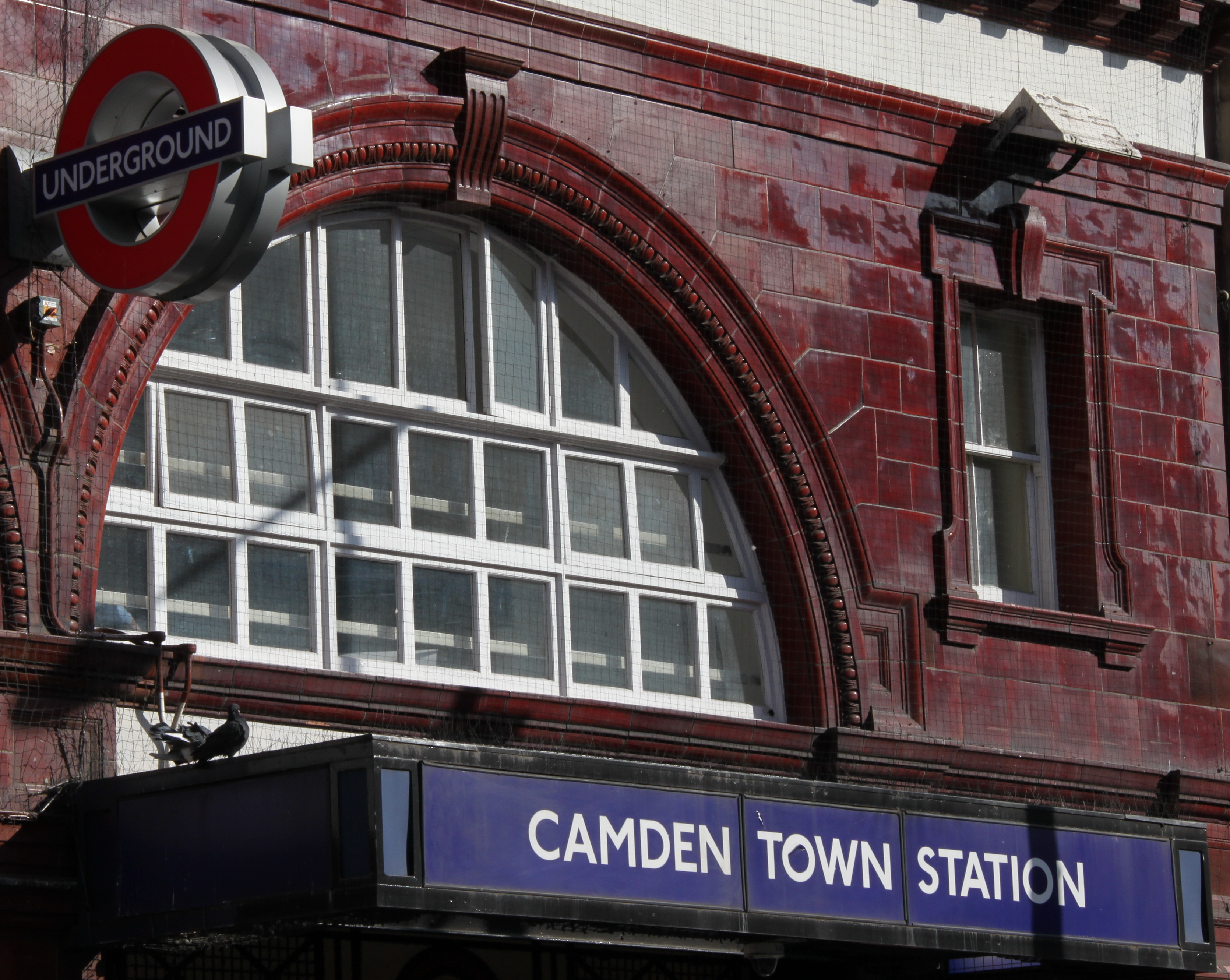
La caratteristica facciata della stazione decorata con piastrelle rosse